# Piedra Grande, Atzalan
Piedra Grande är en ort i Mexiko.   Den ligger i kommunen Atzalan och delstaten Veracruz, i den sydöstra delen av landet, 220 km öster om huvudstaden Mexico City. Piedra Grande ligger 331 meter över havet och antalet invånare är 191.
Terrängen runt Piedra Grande är lite bergig. Runt Piedra Grande är det ganska tätbefolkat, med 100 invånare per kvadratkilometer. Närmaste större samhälle är Martínez de la Torre, 16,4 km norr om Piedra Grande. I omgivningarna runt Piedra Grande växer i huvudsak städsegrön lövskog.